# Partidul Socialist Revoluționar
Partidul Socialist Revoluționar (în rusă Партия социалистов-революционеров, transliterat: Partiia sațialistov-revoliuționerov, acronim ПСР , SR-ii, эсеры Eserii) era un partid politic din Rusia la începutul secolului al XX-lea.
Programul lor era de tip socialist democratic și avea sprijinul țărănimii rusești, în rândurile cărora politica lor de socializare a pământului avea mai mult succes decât cea de naționalizare a pământului a bolșevicilor. Politica lor poate fi descrisă în linii mari ca fiind una de stânga, deși mult mai moderată decât a bolșevicilor. Ei proveneau din rândurile mișcării populiste. Odată cu creșterea economică din Rusia sfârșitului de secol XIX, aveau să încerce să-și lărgească baza politică atrăgând forța de muncă urbană, carea avea o rapidă creștere numerică, alături de țărănime, către care era orientat inițial programul lor. Intenția lor era aceea de a lărgi conceptul de popor pentru a cuprinde toate elementele societății care doreau să vadă sistemul țarist distrus.
Revoluția rusă din februarie 1917 avea să aducă „eserilor” un rol politic mult mai important, unul dintre membrii partidului, Alexandr Fedorovici Kerenski, intrând în guvernul liberal, iar în cele din urmă ajungând șeful Guvernului Provizoriu.
În 1917, „eserii” s-au divizat în două facțiuni: cei care sprijineau Guvernul Provizoriu și cei care îi sprijineau pe bolșevicii care erau în favoarea revoluției comuniste. Cei care sprijineau revoluția sunt cunoscuți sub numele de socialist revoluționarii de stânga („eserii de stânga”), în timp ce cei care au rămas după divizarea partidului au devenit cunoscuți ca „eserii de dreapta”.
Eserii au intrat treptat într-un con de umbră după ce Revoluția din Octombrie i-a propulsat pe scena politică pe bolșevici, și aceasta în ciuda faptului că la alegerile pentru Adunarea Constituantă ei au câștigat aproximativ 40% din voturile populare în comparație cu cele numai 25% ale comuniștilor. Ca să scape de acest handicap, bolșevicii au dizolvat Adunarea Constituantă, iar eserii au pierdut din importanța care o aveau, deși câțiva eseri de stânga au intrat în guvernul sovietic pentru o vreme, până când au demisionat după semnarea Tratatul de la Brest-Litovsk. Câțiva eseri de stânga au intrat în rândurile Partidul Comunist.
Mulți eseri au luptat pentru verzi în războiul civil rus alături de menșevici și alte elemente socialiste interzise de regimul bolșevic. O membră a socialiștilor democrați, Fania Kaplan, a încercat să-l asasineze pe Lenin ca răspuns la proscrierea colegilor ei de partid. Răscoala din Tambov împotriva bolșevicilor a fost condusă de un eser, Alexandr Antonov.